# Robert al II-lea de Capua

Sudul Italiei în 1112

Robert al II-lea (d. 1156), membru al familiei normande Drengot a fost conte de Aversa și principe de Capua de la 1127 până la moarte.
Robert a fost unicul fiu și succesor al principelui Iordan al II-lea de Capua. Potrivit cronicarul longobard Falco de Benevento, el era "de o constituție delicată, el nu putea să reziste nici la muncă și nici la lucrurile grele."
În decembrie 1127, papa Honoriu al II-lea a sosit la Benevento, pentru a propovădui cruciada împotriva contelui Roger al II-lea al Siciliei, astfel încât să prevină unirea comitatului acestuia (Sicilia) cu  Ducatul de Apulia și Calabria (în condițiile în care ducele Guillaume al II-lea de Apulia încetase din viață). La începutul anului 1128, Honoriu al II-lea a conferit învestitura lui Robert de Capua, care asigurase independența Capuei față de Ducatul de Apulia. Papa s-a străduit să obțină loialitatea din partea lui Robert în sensul ajutorului în a-l înfrânge pe Roger al II-lea, în schimbul absolvirii păcatelor. Robert a fost repede cucerit de intențiile papei, care a venit la Capua pentru ceremonie. Probabil suveranul pontif spera să utilizeze Capua ca pe o contrapondere față de Apulia, așa cum se procedase în zilele bunicului și străbunicului lui Robert. De asemenea, se poate ca Robert să fi avut în intenție să devină principalul protector al papalității, după modelul antecesorilor săi. Cu toate acestea, sănătatea sa era fragedă și în curând a căzut bolnav. În cele din urmă coaliția a început negocierilor odată cu sosirea lui Roger în fruntea unei armate. Honoriu chiar a reușit să negocieze cu succes independența Capuei. În 1129 însă, Robert a cedat suzeranitatea în favoarea ducelui de Apulia și, în anul următor (la 25 decembrie 1130) cronicarul Falco de Benevento considera că, din poziția de principal vasal al lui Roger, ar fi pus coroana regală pe capul acestuia cu ocazia încoronării. Este dificil a se crede că acest rol crucial ar fi fost jucat de către Robert, iar Roger al II-lea nu și-ar fi dorit ca Robert, ca vasal al său, să îndeplinească o sarcină atât de importantă.
În 1132, Robert s-a răsculat alături de mulți alți vasali din sudul Italiei, având și sprijinul papei Inocențiu al II-lea și al coaliției dintre regii Ludovic al VI-lea al Franței, Henric I al Angliei și împăratul Lothar al III-lea. Robert a reușit să îl înfrângă pe Roger în bătălia de la Nocera din 24 iulie, însă regele a incendiat Aversa și, până în 1134, i-a silit pe contele Rainulf al II-lea de Alife și pe ducele Sergiu al VII-lea de Neapole să se supună. Lui Robert i s-a dat un ultimatum, potrivit căruia, dacă dorea să își păstreze titlul, trebuia să se supună lui Roger. După moartea soției lui Roger, Elvira de Castilia, și veștile false asupra morții regelui Siciliei, Robert a ajuns la Napoli dinspre Pisa în fruntea a 8000 de oameni. El a fost întâmpinat de către Rainulf de Alife și de ducele Sergiu, atunci când Roger a sosit în iunie 1135, oferindu-i din nou lui Robert posibilitatea de a-și păstra titlul. Roger l-a impus pe cel de al treilea fiu al său, Alfons ca principe în locul lui Robert (1135).
Robert și-a găsit refugiul la Pisa, unde a adunat o flotă pentru a lupta împotriva lui Roger chiar în Sicilia, însă acțiunea nu a avut efect. Flota pisană a jefuitAmalfi de unde a luat o importantă pradă. Încărcat cu această pradă și însițit de o legație papală, Robert a plecat în Germania pentru a stărui pentru ajutorul din partea împăratului. În vara anului 1137, împăratul a venit în Italia alături de papa Inocențiu al II-lea, cu ducele Henric "cel Mândru", de Bavaria, în fruntea unei puternice forțe armate. Forțele coalizate au capturat Benevento, Bari și însăși Capua, instalându-l pe Rainulf de Alife ca duce de Apulia și pe Robert în Capua. Însă atunci când împăratul a părăsit Italia, Roger a prădat încă o dată Capua. În 25 iulie 1139, Robert și papa au fost înfrânți în bătălia de la Galluccio, fiind atrași într-o ambuscadă de către Roger. Papa a fost capturat, însă Robert a reușit să scape. Ca urmare, principatus Capuae a fost acordat învingătorului. În ce îl privește, Robert și-a petrecut cea mai mare parte a următorilor 15 ani în exil în Germania. Atunci când Alfons de Hauteville a murit în 1144, regele Roger l-a numit ca principe pe cel de al patrulea fiu al său Guillaume "cel Rău". Cu toate acestea, ca urmare a morții lui Roger din 1154, a avut loc o răscoală în peninsulă, sub conducerea lui Robert al II-lea de Basunvilla, văr al lui Guillaume "cel Rău", devenit rege al Siciliei ca Guillaume I.
Când Guillaume a fost excomunicat de către papa Adrian al IV-lea și în contextul zvonurilor (nejustificate) asupra unei invazii a împăratului Frederic I Barbarossa asupra sudului Italiei, principele Robert a fost tentat să facă o încercare de a reveni. El a jurat omagiu lui Adrian și a reluat Capua (1155), profitând de grava boale care pusese stăpânire pe regele Guillaume. Cu toate acestea, în primăvara lui 1156, Guillaume s-a însănătoșit și a trecut pe continent cu ajutorul unei flote. Pentru început, regele Siciliei s-a preocupat de înăbușirea amenințării mai mari, anume a aceleia reprezentate de Robert de Basunvilla și de ceilalți răsculați din Apulia și Campania, după care s-a întors asupra Capuei. Robert a fost capturat. El ar fi putut fi executat ca trădător, însă Guillaume l-a trimis ca prizonier la Palermo, unde este posibil să fi fost orbit.
Robert a avut un fiu pe nume Iordan, care a trăit la Constantinopol, unde a servit pe împăratul bizantin Manuel I Comnen ca sebastos și diplomat. Iordan a călătorit la Roma în 1166-1167 pentru a încerca reunificarea dintre Biserica Romano-Catolică și cea ortodoxă.